# Гравці ФК «Чорноморець» Одеса у футбольних збірних

## Історія

### 1960—1969
Віктор Лисенко став першим гравцем одеської команди що надів футболку першої збірної СРСР. Своєю успішною грою у клубі він звернув на себе увагу тренерів збірній, і був запрошений до складу команди на товариський матч 1969 року СРСР-Колумбія. У цьому ж році Стефан Решко, будучи гравцем «Чорноморця», зіграв у складі олімпійської збірної СРСР як мінімум 11 матчів. У 1969 році Лисенко теж зіграв як мінімум 7 матчів у складі олімпійської збірної СРСР.

### 1970—1979
Через рік (1970) два товариські матчі у складі першої збірної СРСР зіграв нападаючий «моряків» Валерій Поркуян. У 1972 році у складі олімпійської збірної СРСР дебютував вихованець одеського футболу і півзахисник «Чорноморця» Леонід Буряк, вийшовши на заміну у відбірковому матчі XX-й Олімпіади Франція-СРСР. Примітно, що на той час «Чорноморець» з Буряком у складі виступав в першій лізі чемпіонату СРСР. Через чотири роки (1976) у складі збірної СРСР дебютував ще один гравець «Чорноморця». Це був В'ячеслав Лещук, що зіграв 20 березня в офіційному товариському матчі проти збірної Аргентини, і 30 березня 1976 року в неофіційному товариському матчі проти єреванського «Арарату». У 1978 році Юрій Роменський став першим і єдиним з воротарів «Чорноморця», якому довелося надіти футболку збірної СРСР. Того року голкіпер зіграв у складі першої збірної в трьох офіційних товариських матчах проти збірної Японії. У 1979 році проходілі фінальні змагання сьомої літньої Спартакіади народів СРСР, в рамках яких проводився футбольний турнір. У збірну УРСР були викликані два гравці одеського «Чорноморця» — захисник В'ячеслав Лещук і півзахисник Анатолій Дорошенко. Лещуку довелося лише один раз з'явитись у складі команди, а ось Дорошенко, не дивлячись на велику конкуренцію в збірній перш за все гравців київського «Динамо», зіграв на турнірі Спартакіади 6 матчів з 7 зіграних збірною УРСР.

### 1980—1989
У 1983 році до складу олімпійської збірної СРСР був запрошений нападаючий «моряків» Ігор Бєланов, який зіграв в її складі в двох відбіркових матчах футбольного турніру літньої Олімпіади 1984. Через 3 роки (1986) в олімпійську збірну СРСР був запрошений інший нападаючий «Чорноморця» — Олег Морозов, який  зіграв в її складі в одному відбірковому матчі футбольного турніру літньої Олімпіади 1988.

### 1990—1999
У 1990 році в першу збірну СРСР був запрошений нападаючий «моряків» Іван Гецко, який зіграв в її складі в п'яти офіційних і в одному неофіційному матчі. У тому ж році в олімпійську збірну СРСР був запрошений інший гравець «Чорноморця» — Юрій Никифоров, який  зіграв в її складі одну офіційну гру.

### 2000—2009
У 2003 році в першу збірну України був запрошений нападаючий «моряків» Олександр Косирін.

### 2010—2019
23 січня 2017 року центральний захисник «Чорноморця» Давид Хочолава провів свій перший матч у складі національної збірної Грузії.

### 2020—т.ч.
2 вересня 2021 року півзахисник «Чорноморця» Георгій Цітаішвілі провів свій перший матч у складі національної збірної Грузії. 8 вересня 2021 року Георгій вийшов у стартовому складі команди Грузії у товариському матчі проти збірної Болгарії. 12 жовтня 2021 року Цітаішвілі вийшов у стартовому складі збірної Грузії у відбірковому матчі ЧС-2022 проти збірної Косова. 11 листопада 2021 року Георгій вийшов у стартовому складі команди Грузії у відбірковому матчі ЧС-2022 проти збірної Швеції.